# Libros
Libros település Spanyolországban, Teruel tartományban. Libros Castielfabib, Tramacastiel, Villel, Riodeva, Ademuz és Torrebaja községekkel határos. Lakosainak száma 102 fő (2024).

## Népesség
A település népessége az utóbbi években az alábbiak szerint változott:
| Lakosok száma | 156  | 150  | 145  | 148  | 141  | 129  | 103  | 102  | 102  | 102  |
|               | 2001 | 2004 | 2007 | 2009 | 2012 | 2014 | 2017 | 2019 | 2022 | 2024 |